# María Fernanda García
María Fernanda García Allende (Cidade do México, 17 de Setembro de 1967) é uma atriz mexicana.
Começou a carreira de atriz, aos 6 anos, com os pais também atores.

## Telenovelas & Seriados
Telenovela
- 2020 - Como tú no hay dos - Amelia Campos de Orozco
- 2020 - Rubí - Rosa Emilia Ortiz De de la Fuente
- 2018 - Sin tu mirada - Doña Soledad
- 2012 - Un refugio para el amor - chica del cafe
- 2011 - Ni contigo ni sin ti - Senhora Mondragón
- 2009 - Verano de Amor - Reyna Olmos
- 2007 - Lola, érase una vez - La Duca
- 2006 - Las Dos Caras De Ana - Cristina
- 04/06 - Rebelde - Alicia Salazar
- 2004 - Rubi - Valeria
- 2003 - Amarte es mi pecado - Ofelia
- 2002 - Clase 406 - Marlene Rivera
- 2000 - Amigos x siempre - Alexia
- 1993 - Sueño de Amor - Lijia
- 1992 - El Vuelo del Águila - secretaria
- 1991 - Amor de Nadie - Andrea Paz
- 1990 - Ángeles Blancos - Patricia
- 1989 - Cuando Llega el Amor - Paulina
- 1989 - Luz y Sombra - estudante
- 1987 - El Cristal Enpañado - Milena Luz
- 1982 - Hora Marcada - Reporter
- 1981 - Toda una vida - Leonora
- 1979 - Elisa - Carmen Goycolea
- 1978 - Viviana - Mari Loli Moreno
- 1977 - Rina - Nora

Seriados
- 2017 - La piloto - Estella Lesmes Vda. de Cadena y Vda. de Calle
- 2010 - Ricos y Famosos - Ruth Santomoyor
- 2008 - La Rosa de Guadalupe - Silvia
- 2007 - RBD, la familia - Drª Chantal
- 2007;2019 - Presente - Una Familia de Diez - Licha González
- 2006 - La Marcha de las Novias - Rebeca
- 1998 - Mujer, casos de la vida real

## Filmes
- 2013 - El ritual de las composturas
- 2013 - El desliz
- 2011 - Ángel inquisidor: La última oportunidad
- 2009 - Verano Rebelde - Vera Coto
- 2008 - A+m+o+r letra por letra - Rocío Pardo / Cibele Cárdenas
- 2008 - 3 Piezas de Amor en un fin de Semana - Nora
- 2005 - Cero y van cuatro comida de perros - Mónica
- 1999 - El Juego - Mãe
- 1998 - Recién Casados - Noiva
- 1996 - Entre Pancho Villa y una mujer desnuda - Mulher nua
- 1996 - Fuera de la Ley - Selma, a reporter
- 1995 - Juego Limpio - Luján
- 1994 - Bienvenido-Welcome - Susana
- 1993 - La Ley de las Mujeres - Rosie